# Jaak Lipso
Jaak Lipso (* 18. April 1940 in Tallinn; † 3. März 2023) war ein sowjetischer Basketballspieler und -trainer estnischer Herkunft. Er war 1964 und 1968 olympischer Medaillengewinner.

## Sportliche Leistung
Jaak Lipso begann seine sportliche Karriere 1956. Von 1961 bis 1970 gehörte er der Basketballnationalmannschaft der UdSSR an. Er gewann bei den Olympischen Sommerspielen 1964 in Tokio in der sowjetischen Basketballmannschaft die Silbermedaille. Bei den Olympischen Sommerspielen 1968 in Mexiko-Stadt errang er mit seinem Team die Bronzemedaille.
1967 wurde Lipso Weltmeister sowie 1963, 1965 und 1967 Europameister. Mit seiner Mannschaft PBK ZSKA Moskau wurde er 1963 und 1969 Europapokalsieger und sechsfacher sowjetischer Meister (1962–1966 und 1969). Nach seiner aktiven Karriere wurde Lipso Basketball-Trainer.